# アレナス・クルブ・デ・ゲチョ
アレナス・クルブ・デ・ゲチョ（Arenas Club de Getxo）は、スペイン・バスク州ビスカヤ県ゲチョに本拠地を置くサッカークラブ。2024-25シーズンはセグンダ・フェデラシオン - グループ2に所属している。
全国リーグ創世期の1920年代後半から1930年代にかけてプリメーラ・ディビシオンに在籍した。その後、1930年代後半から1940年代前半にかけてはセグンダ・ディビシオンにとどまっていたが、1943-44シーズンを最後にテルセーラ・ディビシオンに降格すると、それ以後はセグンダ・ディビシオン以上への復帰を果たしていない。最高位は、1929-30シーズンのプリメーラ・ディビシオン3位。

## タイトル

### 国内タイトル
- コパ・デル・レイ
  - 1919
- カンペオナート・ノルテ
  - 1916-17
- カンペオナート・デ・ビスカヤ
  - 1918-19, 1921-22, 1926-27
- コパ・バスカ
  - 1935-36

## 過去の成績
| シーズン | 部 | ディビジョン | 順位 | コパ・デル・レイ |
| -------- | -- | ------------ | ---- | ---------------- |
| 2000-01  | 4  | テルセーラ   | 7位  |                  |
| 2001-02  | 4  | テルセーラ   | 9位  |                  |
| 2002-03  | 4  | テルセーラ   | 10位 |                  |
| 2003-04  | 4  | テルセーラ   | 10位 |                  |
| 2004-05  | 4  | テルセーラ   | 7位  |                  |
| 2005-06  | 4  | テルセーラ   | 5位  |                  |
| 2006-07  | 4  | テルセーラ   | 11位 |                  |
| 2007-08  | 4  | テルセーラ   | 12位 |                  |
| 2008-09  | 4  | テルセーラ   | 12位 |                  |
| 2009-10  | 4  | テルセーラ   | 15位 |                  |
| 2010-11  | 4  | テルセーラ   | 7位  |                  |
| 2011-12  | 4  | テルセーラ   | 14位 |                  |
| 2012-13  | 4  | テルセーラ   | 2位  |                  |
| 2013-14  | 4  | テルセーラ   | 3rd  |                  |
| 2014-15  | 4  | テルセーラ   | 3位  |                  |
| 2015-16  | 3  | セグンダB    | 8位  |                  |
| 2016-17  | 3  | セグンダB    | 9位  | 2回戦敗退        |
| 2017-18  | 3  | セグンダB    | 12位 |                  |
| 2018-19  | 3  | セグンダB    | 15位 |                  |

| シーズン | 部 | ディビジョン | 順位    | コパ・デル・レイ |
| -------- | -- | ------------ | ------- | ---------------- |
| 2019-20  | 3  | セグンダB    | 18位    |                  |
| 2020-21  | 3  | セグンダB    | 6位/3位 |                  |
| 2021-22  | 4  | セグンダRFEF | 5位     |                  |
| 2022-23  | 4  | 連盟2部      | 9位     |                  |
| 2023-24  | 4  | 連盟2部      |         |                  |

- 7シーズン - プリメーラ・ディビシオン
- 6シーズン - セグンダ・ディビシオン
- 7シーズン - セグンダ・ディビシオンB
- 3シーズン - セグンダ・フェデラシオン
- 61シーズン - テルセーラ・ディビシオン

## 歴代監督
- バルタサル・アルベニス 1935-1936
- ハビエル・クレメンテ 1975-1976
- ハビエル・オライソラ 2019-2021

## 歴代所属選手

### GK
- ライムンド・ペレス・レサマ 1940-1941, 1960-1961

### FW
- フェリックス・セスマガ 1914-1919, 1923-1928
- ギジェルモ・ゴロスティサ 1927-1928
- ホセバ・デル・オルモ 2000-2002